# Gneo Domizio Enobarbo (console 96 a.C.)
Gneo Domizio Enobarbo (in latino Gnaeus Domitius Ahenobarbus; Roma, ... – Roma, 88 a.C.) è stato un giurista e politico romano del II e del I secolo a.C.

## Biografia
Era figlio di Gneo Domizio Enobarbo e fratello di  Lucio Domizio Enobarbo. Nel 104 a.C. fu tribuno della plebe, e nel 103 a.C. divenne pontefice massimo, mantenendo contemporaneamente il ruolo di tribuno.
Nel 96 a.C. divenne console, e quattro anni dopo censore assieme a Lucio Licinio Crasso, col quale fu spesso in disaccordo. Assieme sradicarono le prime scuole oratorie di Roma, che essi giudicavano immorali, sebbene Crasso stesso fosse un grandissimo oratore.
La loro censura fu molto attiva ma anche molto litigiosa: Domizio era favorevole al mantenimento degli antichi costumi romani, basati sul rigore e sulla semplicità, mentre Crasso amava l'arte ed i lussi, tanto che disse del collega che aveva la barba di rame, una bocca di ferro ed un cuore di piombo. Cicerone scrisse che Domizio non fu un grande oratore, ma che era sufficientemente abile da riuscire comunque a mantenere una buona fama.
Enobarbo morì nell'88 a.C. Non si sa chi fu la moglie, ma ebbe due figli: Gneo Domizio Enobarbo, morto sette anni dopo in Africa sconfitto da Pompeo, e Lucio Domizio Enobarbo. Durante il tribunato della plebe emanò la lex Domitia de sacerdotiis, secondo la quale i sacerdoti più importanti dovessero essere eletti dal popolo. La legge venne poi abrogata da Silla.